# Comté de Lawrence (Dakota du Sud)
Pour les articles homonymes, voir Comté de Lawrence.
Le comté de Lawrence est un comté situé dans l'État du Dakota du Sud, aux États-Unis. En 2010, sa population est de 24 097 habitants. Son siège est Deadwood.

## Histoire
Créé en 1875, le comté est nommé en l'honneur de John Lawrence, membre de la législature du territoire du Dakota.

## Villes du comté
Le comté de Lawrence est constitué des villes suivantes, classées par ordre décroissant de population :
|   | Ville           | Population (2010) |
| - | --------------- | ----------------- |
| 1 | Spearfish       | 10 494            |
| 2 | Lead            | 3 124             |
| 3 | North Spearfish | 2 221             |
| 4 | Deadwood        | 1 270             |
| 5 | Whitewood       | 927               |
| 6 | Saint Onge      | 191               |
| 7 | Central City    | 134               |

## Démographie
Selon l'American Community Survey, en 2010, 97,12 % de la population âgée de plus de 5 ans déclare parler l'anglais à la maison, 0,99 % l'espagnol, 0,75 % l'allemand, 0,51 % le vietnamien et 0,63 % une autre langue.
| 1880   | 1890   | 1900   | 1910   | 1920   | 1930   |
| ------ | ------ | ------ | ------ | ------ | ------ |
| 13 218 | 11 673 | 17 897 | 19 694 | 13 029 | 13 920 |

| 1940   | 1950   | 1960   | 1970   | 1980   | 1990   |
| ------ | ------ | ------ | ------ | ------ | ------ |
| 19 093 | 16 648 | 17 075 | 17 453 | 18 339 | 20 655 |

| 2000   | 2010   | - | - | - | - |
| ------ | ------ | - | - | - | - |
| 21 802 | 24 097 | - | - | - | - |